# Paulo Roberto Paula
Paulo Roberto de Almeida Paula (ur. 8 lipca 1979 w Pacaembu) – brazylijski lekkoatleta specjalizujący się w biegach długich.

## Osiągnięcia
| Rok  | Impreza                  | Miejsce        | Konkurencja | Lokata      | Wynik   |
| ---- | ------------------------ | -------------- | ----------- | ----------- | ------- |
| 2012 | Igrzyska olimpijskie     | Londyn         | maraton     | 8. miejsce  | 2:12:17 |
| 2013 | Mistrzostwa świata       | Moskwa         | maraton     | 7. miejsce  | 2:11:40 |
| 2016 | Igrzyska olimpijskie     | Rio de Janeiro | maraton     | 15. miejsce | 2:13:56 |
| 2019 | Mistrzostwa świata       | Doha           | maraton     | 19. miejsce | 2:15:09 |
| 2021 | Igrzyska olimpijskie     | Tokio          | maraton     | 68. miejsce | 2:26:08 |
| 2022 | Mistrzostwa świata       | Eugene         | maraton     | 37. miejsce | 2:13:39 |
| 2023 | Mistrzostwa świata       | Budapeszt      | maraton     | 39. miejsce | 2:17:18 |
| 2023 | Igrzyska panamerykańskie | Santiago       | maraton     | 6. miejsce  | 2:15:20 |

## Rekordy życiowe
- Bieg na 5000 metrów – 14:00,81 (2009)
- Bieg na 10 000 metrów – 28:58,03 (2002)
- Półmaraton – 1:02:30 (2011)
- Maraton – 2:09:51 (2022)